# Richtsberg

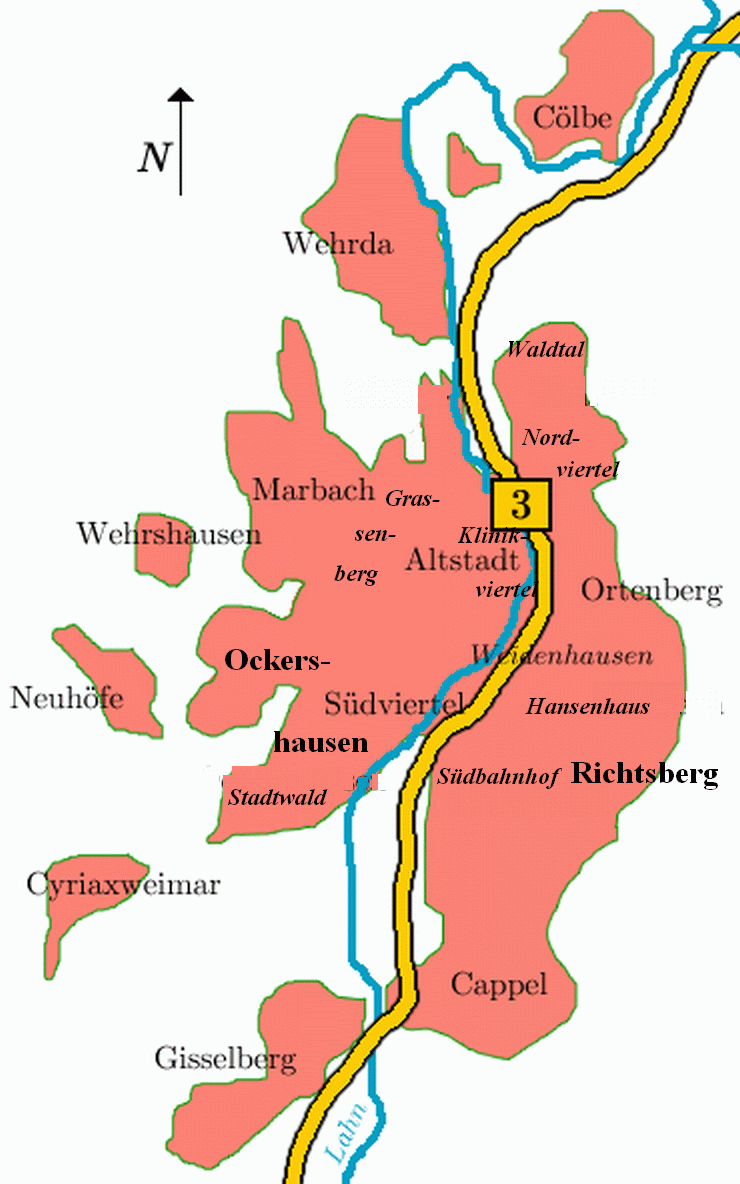
Übersicht zur Ortslage des Stadtteils

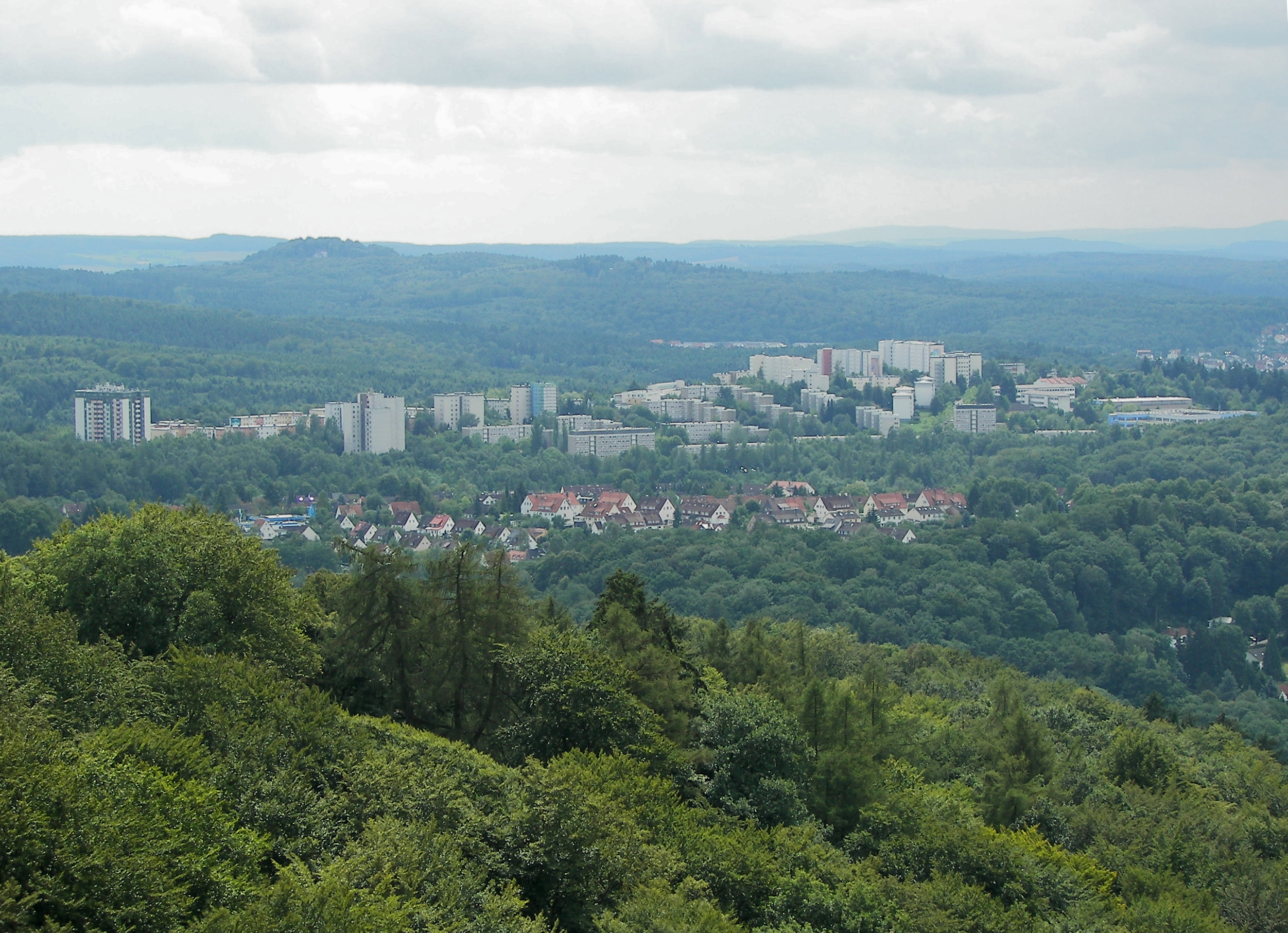
Der Obere Richtsberg von Nordwesten, ganz rechts ein Stück des Unteren Richtsbergs, im Vordergrund das „Dichterviertel“

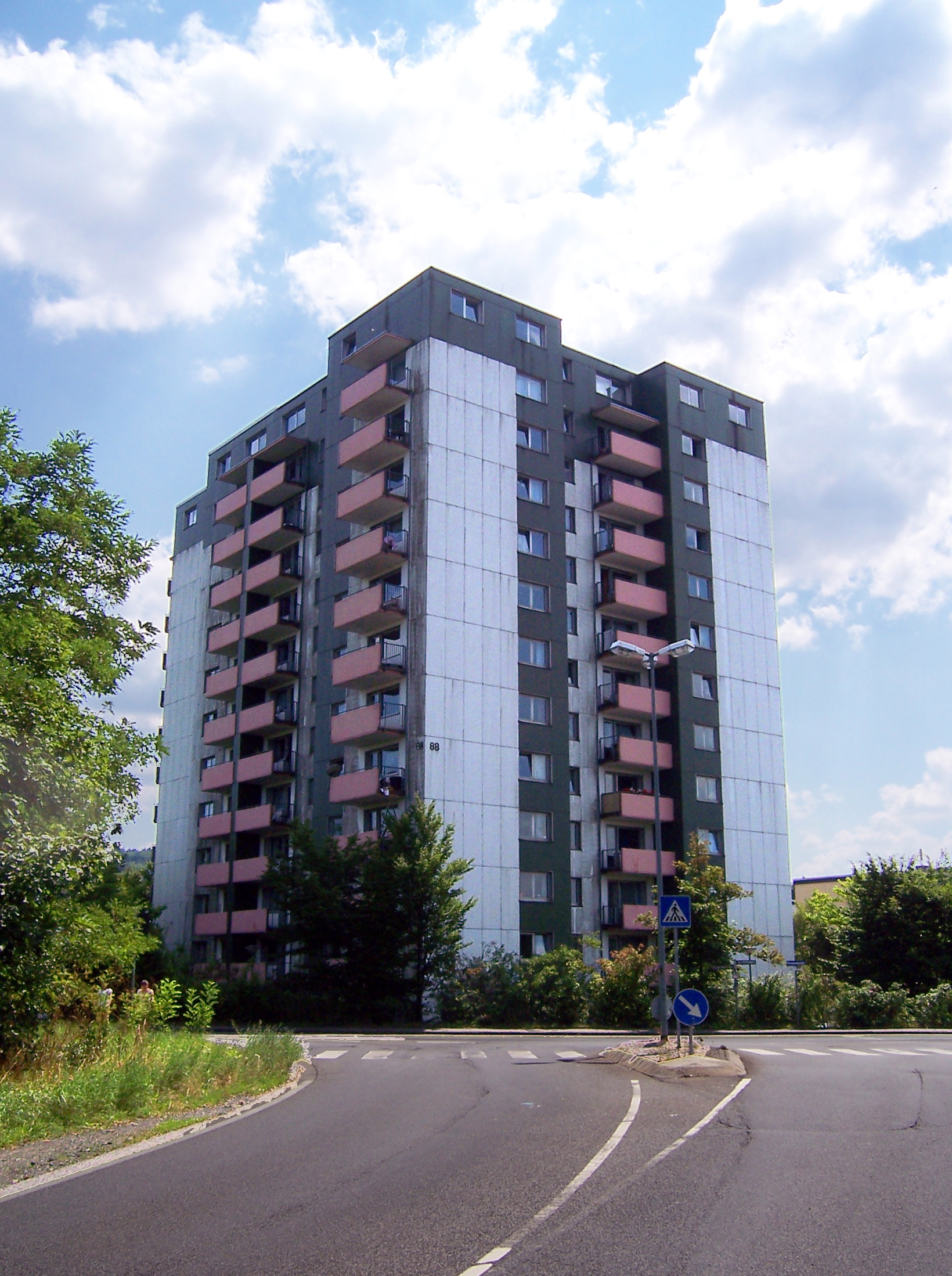
Ehemaliges Wohnheim für studentische Familien Am Richtsberg 88, Juli 2008 (nach einem Kellerbrand im Juni 2014 unbewohnbar, 2020 abgerissen)

Richtsberg ist ein Stadtteil und Ortsbezirk der Marburger Kernstadt und mit 8003 Einwohnern (Stand: 31. Dezember 2016) der einwohnerstärkste Stadtteil von Marburg. Er liegt südöstlich der Altstadt zwischen Hansenhaus und Cappel auf den Lahnbergen und an deren Fuße. Nach Westen grenzt er unmittelbar an das flachgründige Viertel Südbahnhof mit dem Zentrum für Soziale Psychiatrie Marburg-Süd, welches vom Oberen Richtsberg indes durch rund 40 Höhenmeter getrennt ist.
Seit dem 1. Januar 1996 wird der Richtsberg in die statistischen Bezirke Oberer Richtsberg (5795 Einwohner) und Unterer Richtsberg (2208, zur Lage s. u.) gegliedert, die in ihrer Höhenlage deutlich voneinander getrennt sind und nur durch steile Fußgängerwege direkt miteinander verbunden sind.

## Geschichte
Das ehemalige Waldgebiet im Südosten Marburgs um die früher als Cappeler Berg bezeichnete Anhöhe wurde nach einem Beschluss der Stadtverordnetenversammlung im Jahr 1963 von da ab bis in die 1970er Jahre bebaut. Hauptziel der Bebauung war die Minderung der Wohnungsnot. Außerdem konnte durch den Bau von komfortablen Wohnungen mit Zentralheizung und Badezimmer das qualitative Angebot in Marburg erheblich verbessert werden. Die Altstadtsanierung erfolgte erst anschließend.
Die Bebauung erfolgte in verschiedenen Abschnitten. Zuerst der untere Richtsberg mit Friedrich-Ebert-Straße und Damaschkeweg, danach immer weiter den Hang hinauf. Der Stadtteil wurde als Großwohnsiedlung mit verschiedenen Wohnungstypen konzipiert. Auffällig sind die mehrgeschossigen Wohnhäuser, mehrheitlich sind aber vier- bis fünfgeschossige Häuser vorhanden. Auch Ein- und Zweifamilienhäuser bis hin zu einigen Villen sind am Richtsberg zu finden. Als Besonderheit in einer Wohnsiedlung können die Studentenwohnheime zählen.
Auch am Richtsberg wurde in der ersten Bauphase – wie in vielen anderen Wohnsiedlungen – die nötige Infrastruktur außer Acht gelassen. Allerdings begann die Stadt Marburg bereits Anfang der 1980er Jahre damit, diesen Mangel zu beheben. Inzwischen verfügt der Richtsberg über zahlreiche Infrastruktureinrichtungen: zwei Einkaufszentren mit Gastronomie, eine Grund- und Gesamtschule, sechs Kindertagesstätten, drei Kirchen, ein Gemeinschaftszentrum für die Stadtteilgemeinde, ein städtisches Altenzentrum, eine Sozialstation (Caritas) und ein Gemeinwesenprojekt.
Seit 1999 ist der Stadtteil im Programm Soziale Stadt, einem Bund-Länder-Programm zur Unterstützung von Maßnahmen in Stadtteilen mit besonderem Entwicklungsbedarf. Mit Hilfe des Programms konnten viele bauliche Maßnahmen, wie die neue, ansprechende Gestaltung des oberen Marktplatzes, Fassadenverschönerungen an Wohnhäusern und der Grundschule, der Bau der Interkulturellen Gärten und vieles mehr durchgeführt werden. Außerdem finanziert das Programm die Stadtteilzeitung, fördert die Beteiligung der Bewohner und gibt Zuschüsse für kulturelle Aktivitäten. Seit 2007 gibt es einen Ortsbeirat, der die Interessen der Bewohner vertritt.
Beim Bundeswettbewerb der Deutschen Umwelthilfe „Bundeshauptstadt der Biodiversität“ hat die Stadt Marburg für die Wohnumfeldverbesserungen am Richtsberg einschließlich des Projekts „Interkulturelle Gärten“ einen mit 5000 Euro dotierten Sonderpreis erhalten.

## Gliederung in Oberen und Unteren Richtsberg
Beim Unteren Richtsberg handelt es sich nicht etwa, wie vielfach angenommen wird, um den Südosten des „eigentlichen“ (=Oberen) Richtsberg an Berliner und Leipziger Straße oder um den (zu Hansenhaus gezählten) höher gelegenen Teil der Großseelheimer Straße, sondern um das noch deutlich flachgründige Gebiet an Damaschkeweg und Friedrich-Ebert-Straße, das unmittelbar an den Cappeler Norden mit Polizei und Landratsamt grenzt.
Der Obere Richtsberg teilt sich noch einmal in drei deutlich voneinander getrennte Teile auf:
- Der Vordere Richtsberg liegt in mittlerer Höhenlage an der von der Sonnenblickallee (Landesstraße 3289) aufsteigenden Berliner Straße (nebst Sackgasse Jenaer Weg), der von ihr nach links abzweigenden Leipziger Straße (nebst Greifswalder und Rostocker Weg), der von beiden aus weiter aufsteigenden Straße Am Richtsberg bis einschließlich Hausnummer 50 und der Sackgasse Wittenberger Weg (nebst Weimarar Weg). Vom zentralen Richtsberg trennen ihn rund 150 m unbewohnter Anstieg der Straße Am Richtsberg.
- Der Mittlere Richtsberg liegt an der Straße Am Richtsberg Nr. 52 bis 88, der von ihr bogenförmig abzweigenden Sudetenstraße nebst abgehender Sackgassen (Eisenacher Weg, Karlsbader Weg) sowie den beiden Sackgassen Erfurter und Chemnitzer Straße.
- Jenseits der L 3289, die hier durch eine Ausfahrt erreicht wird, geht die Straße Am Richtsberg über in die Straße In der Badestube, die die Landesstraße weiter südwestlich wieder in niedrigerer Höhenlage erreicht und von der alle anderen Straßen des Hinteren Richtsbergs abgehen (Potsdamer Straße. Dresdener Straße, Görlitzer Weg, Pommernweg).

## Einwohnerstruktur
Die Einwohnerstruktur des Richtsbergs befindet sich im Wandel. Ursprünglich besaßen das Land Hessen und der Bund auch eigene Bedienstetenwohnungen, diese sind inzwischen in die Landeswohnungsbaugesellschaften übergangen. Größter Vermieter am Richtsberg ist aber die städtische Wohnungsbaugesellschaft (GEWOBAU). Neben den beiden landeseigenen Gesellschaften (GWH und Wohnstadt) gibt es noch den Marburger Spar- und Bauverein, der mehrere Wohnungen besitzt.
Anfänglich zur Verbesserung der Wohnsituation in Marburg gebaut, ist der Stadtteil jetzt der „Integrationsstadtteil“ für Marburg. Zurzeit stellen Russlanddeutsche sowie deren Angehörige den größten Anteil der Einwohner mit Migrationshintergrund dar. Mit dem Wegfall des „Eisernen Vorhangs“ hatten viele Spätaussiedler die Chance nach Deutschland zu kommen, und in Marburg sind viele davon an den Richtsberg gezogen. Dass gerade hier Wohnungen frei waren, lag an dem hohen Anteil gemeinnützigen Wohnungsbaus im Stadtteil. Außerdem gibt es im Stadtteil Migranten aus arabischen Ländern, dem früheren Jugoslawien, Albanien und der Türkei. Insgesamt leben über 80 Nationen am Richtsberg, allerdings sind einige nur vereinzelt vertreten, z. B. Studierende aus Afrika, die in Studentenwohnheimen leben.
Neben der besonders hohen Anzahl von Bewohnern mit Migrationshintergrund weist der Richtsberg auch eine überdurchschnittlich hohe Anzahl an Personen auf, die öffentliche Unterstützung in Form von Transferleistungen (Hartz IV, Grundsicherung, Sozialhilfe) beziehen. Mit Begleitprogrammen zum Programm Soziale Stadt werden Jugendliche und erwerbslose Erwachsene in der beruflichen Orientierung gefördert. Auch ein Beschäftigungsprojekt gibt es im Stadtteil.

## Politik
Ortsbeirat
- Linke: 1
- Grüne: 2
- SPD: 4
- CDU: 2

Für den Stadtteil Richtsberg besteht ein Ortsbezirk mit Ortsbeirat und Ortsvorsteher nach der Hessischen Gemeindeordnung. Für die Sitzverteilung siehe die nebenstehende Grafik. Zur Ortsvorsteherin wählte der Ortsbeirat Erika Lotz-Halilovic (SPD).

## Kultur- und Sehenswürdigkeiten
Im Laufe der Jahrzehnte hat sich am Richtsberg ein reges Vereinsleben entwickelt. Die Richtsberggemeinde am Oberen Richtsberg hat sich jahrelang als Stadtteilverein für den Richtsberg engagiert. Auch heute bietet sie einen Vereinsraum (einziger Raucherraum im Gemeinschaftszentrum), Tanzgruppen, Fastnachtsveranstaltungen, Sommerfest und vieles mehr.
Die Bewohnernetzwerk für Soziale Fragen, ursprünglich hauptsächlich am „Unteren Richtsberg“ aktiv, hat sich seit ihrer Gründung 1973 zu einem stadtteilweiten Gemeinwesenprojekt mit Jugendzentren, Kinder-, Senioren- und Frauengruppen, Sozial- und Schuldnerberatung und Stadtteilmanagement entwickelt.
Die Ballsportfreunde Richtsberg sind ein stadtbekannter Fußballverein. Trainiert wird im Georg-Gassmann-Stadion. Der Verein „Lebenswerter Stadtteil Richtsberg“ kümmert sich intensiv um das Zusammenleben am Richtsberg. Er organisiert den Frühjahrsputz und Flohmärkte.
Im Netzwerk Richtsberg haben sich die Bewohnervereine der Migranten, das Deutsch-Osteuropäisches-Integrationszentrum (DOIZ) und der Islamische Kulturverein (HADARA) sowie das Central e. V. und der 1. Box-Club Marburg eingemietet. Das Netzwerk organisiert auch das weit über den Stadtteil hinaus bekannte Internationale Suppenfest und die Kulturmesse im Rathaus. Auch die Kirchen tragen mit Konzerten und Lesungen zum kulturellen Leben bei.

## Weitere Ansichten

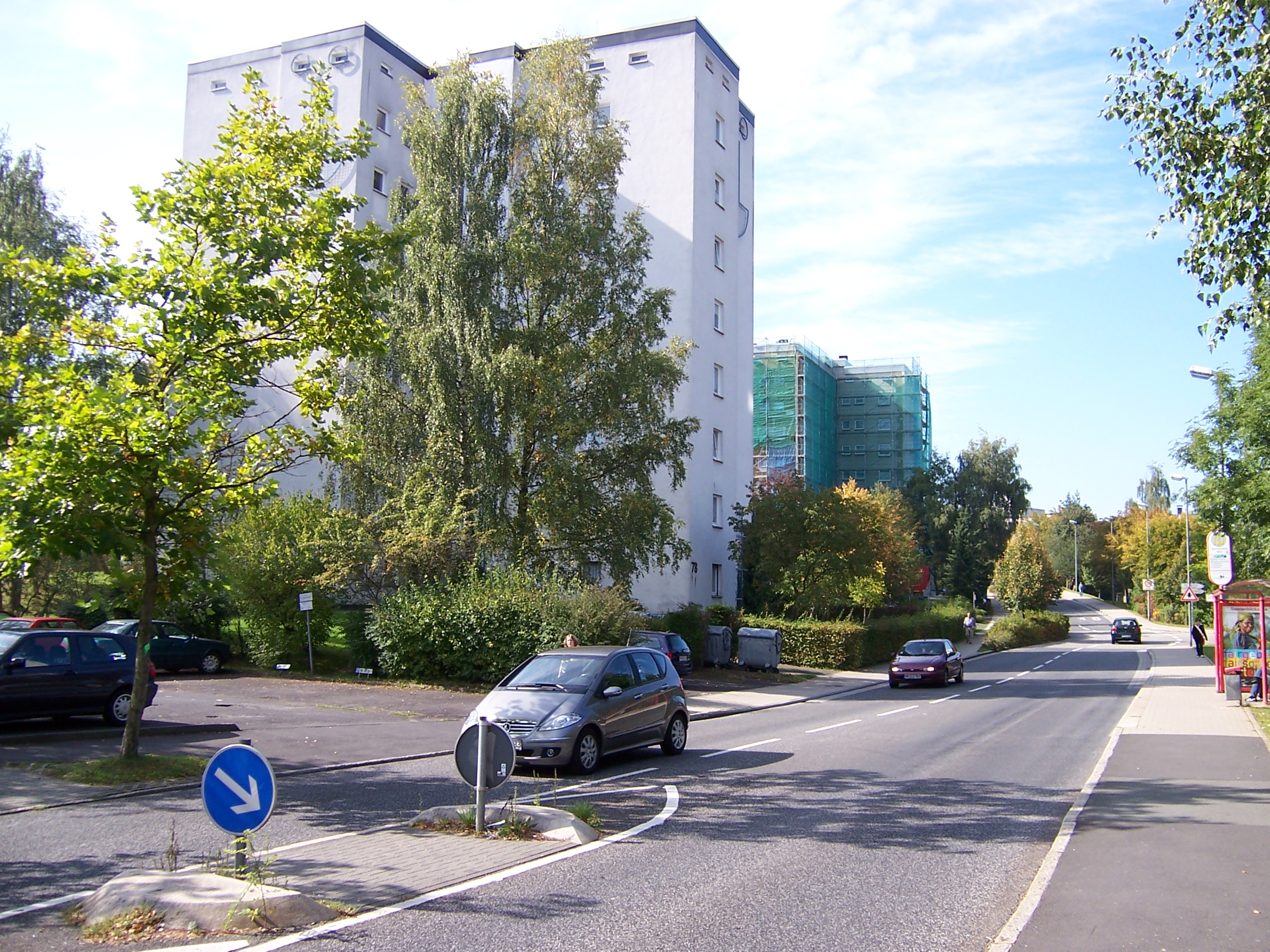
Hauptstraße „Am Richtsberg“, Sept. 2007
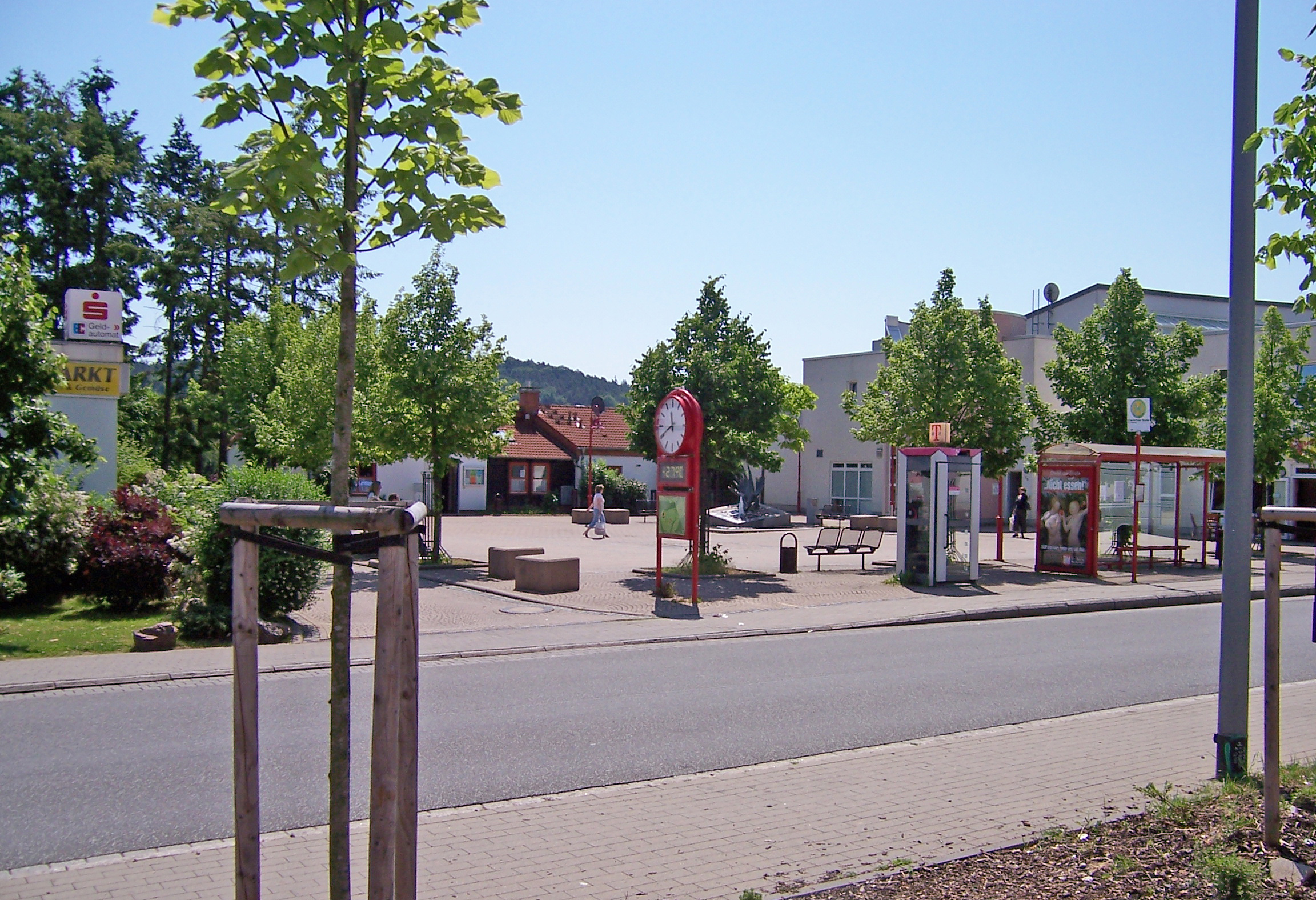
Platz am Einkaufszentrum, Juni 2008
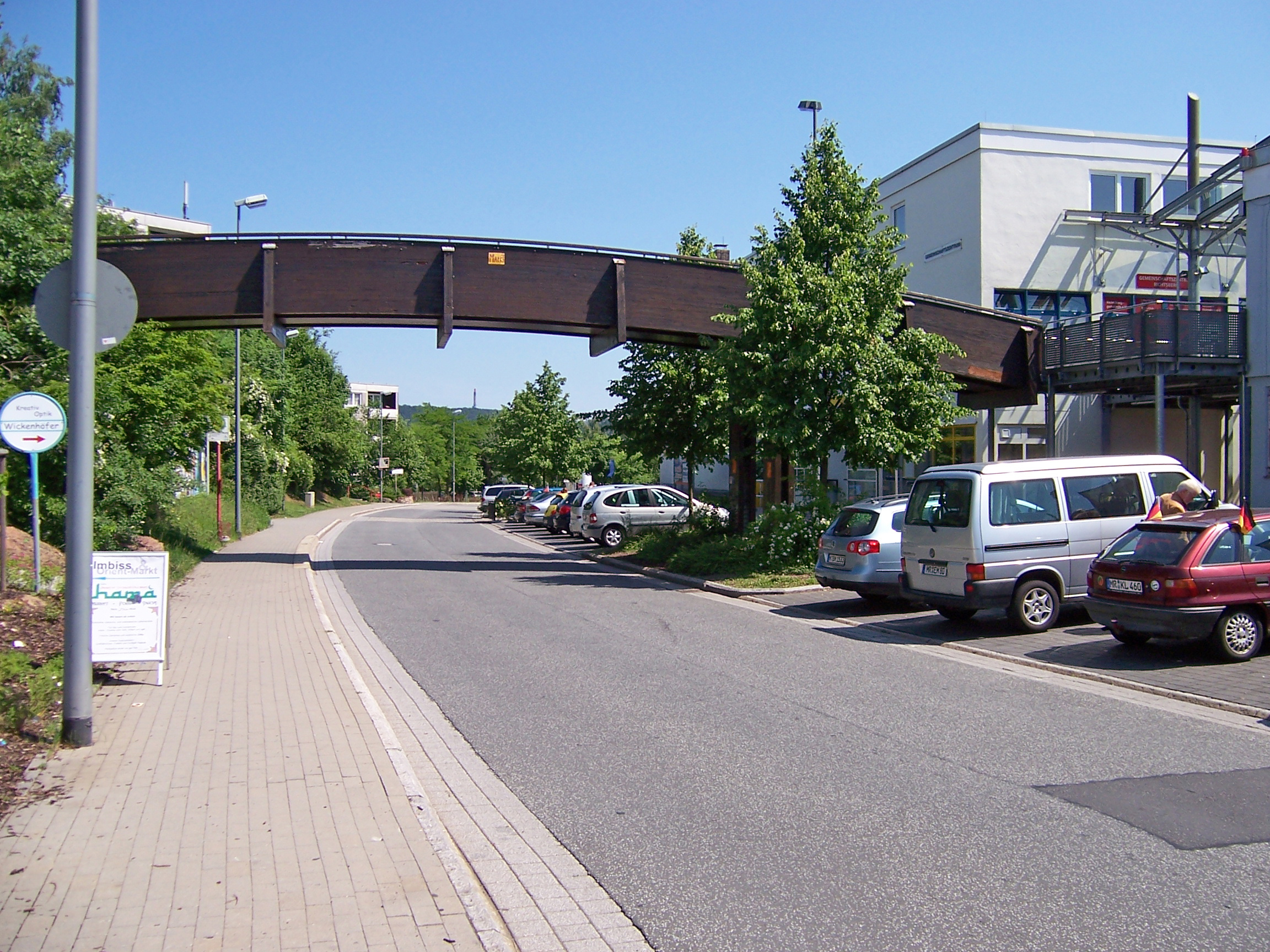
„Regenbogenbrücke“ am Einkaufszentrum, Juni 2008
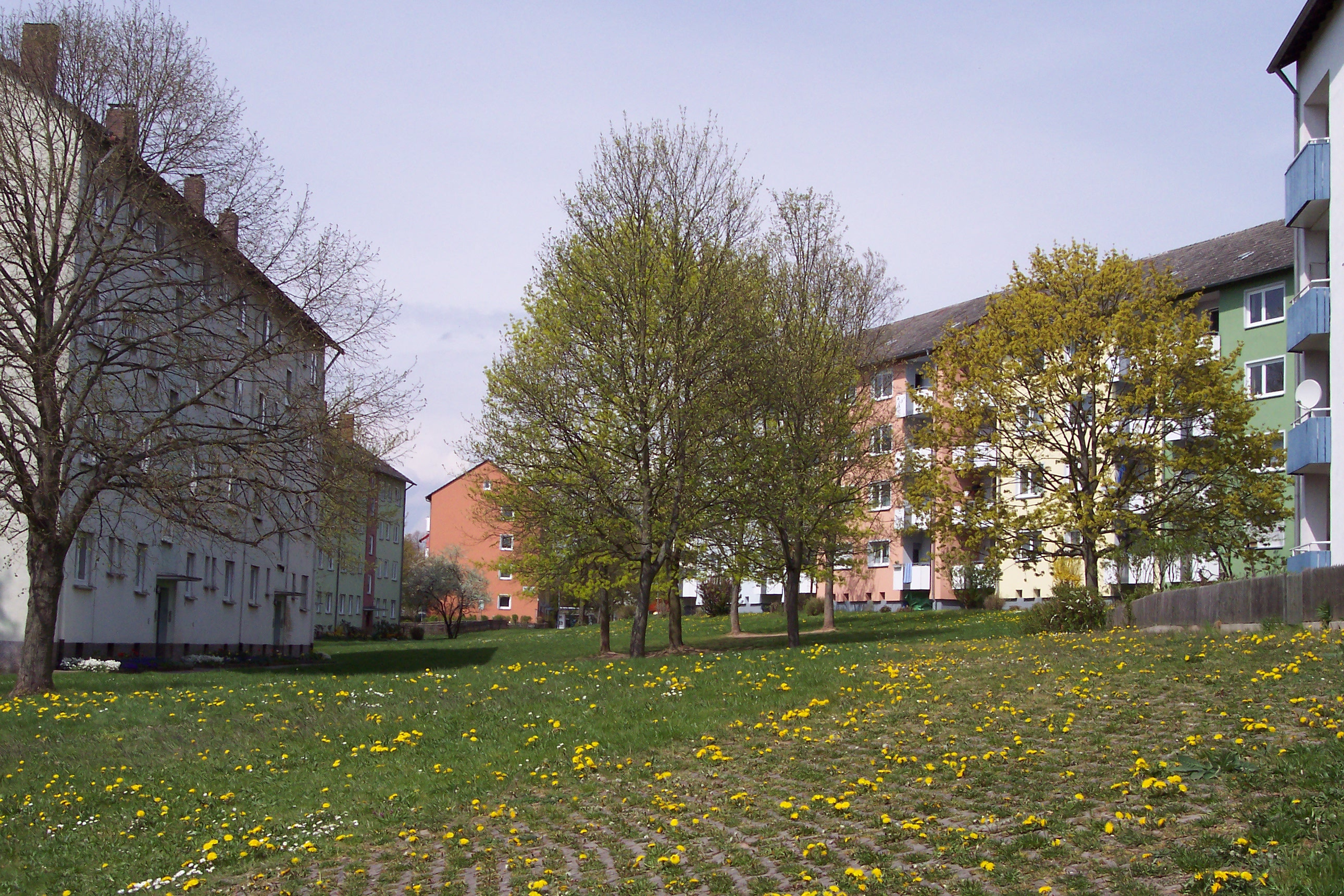
Häuser am Unteren Richtsberg, April 2004
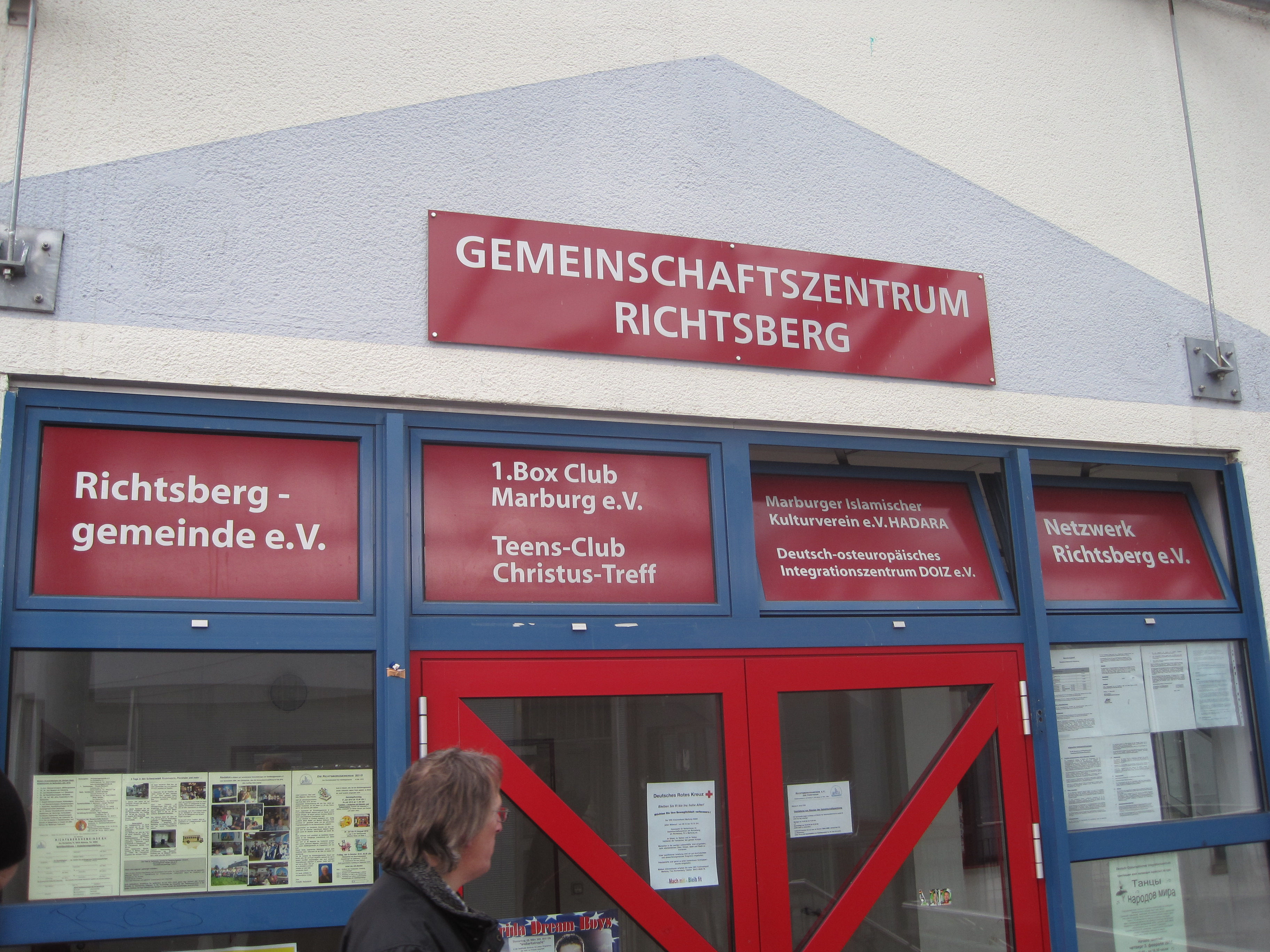
Richtsberg-Gemeinschaftszentrum, Feb. 2011
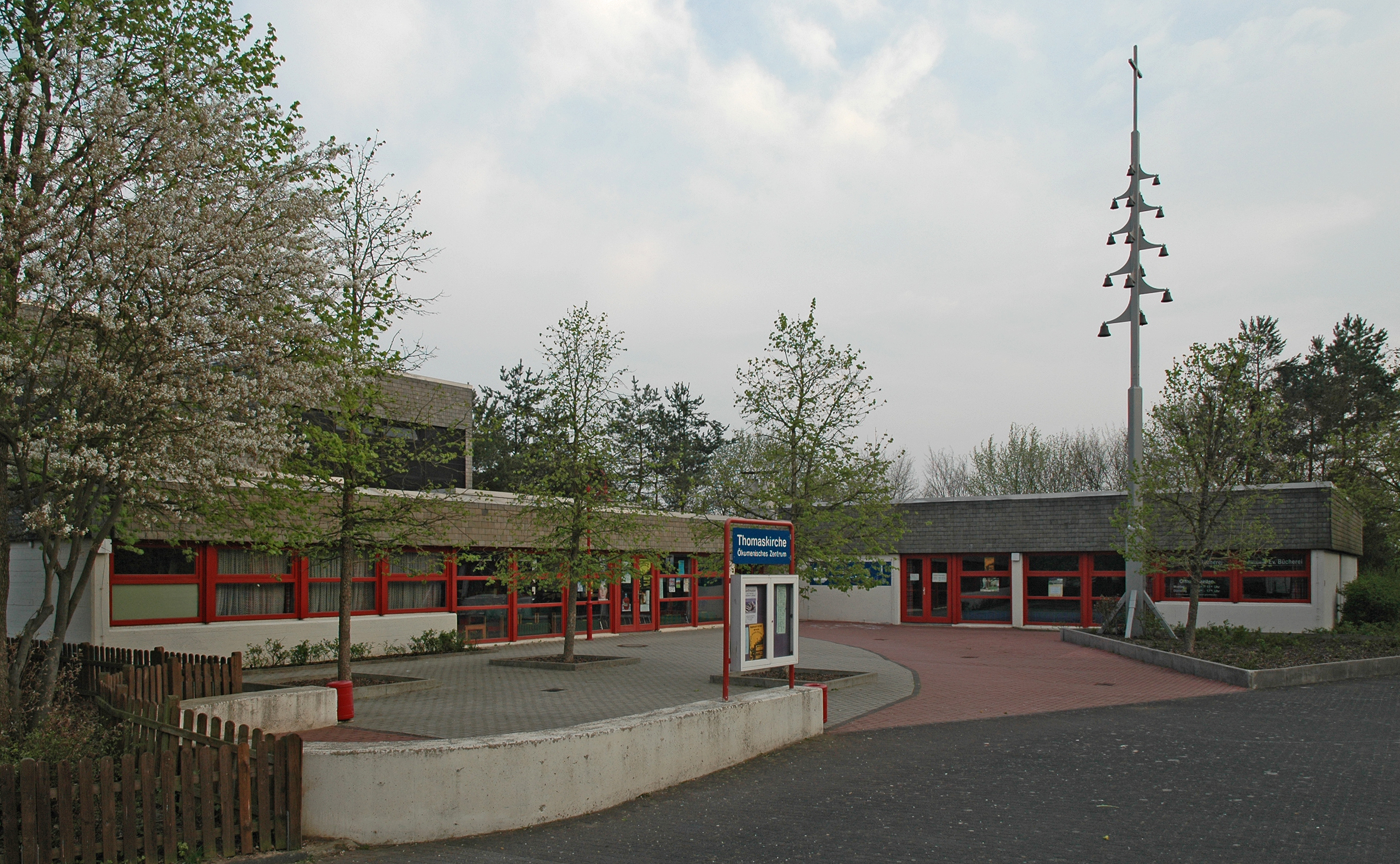
Thomaskirche, April 2005
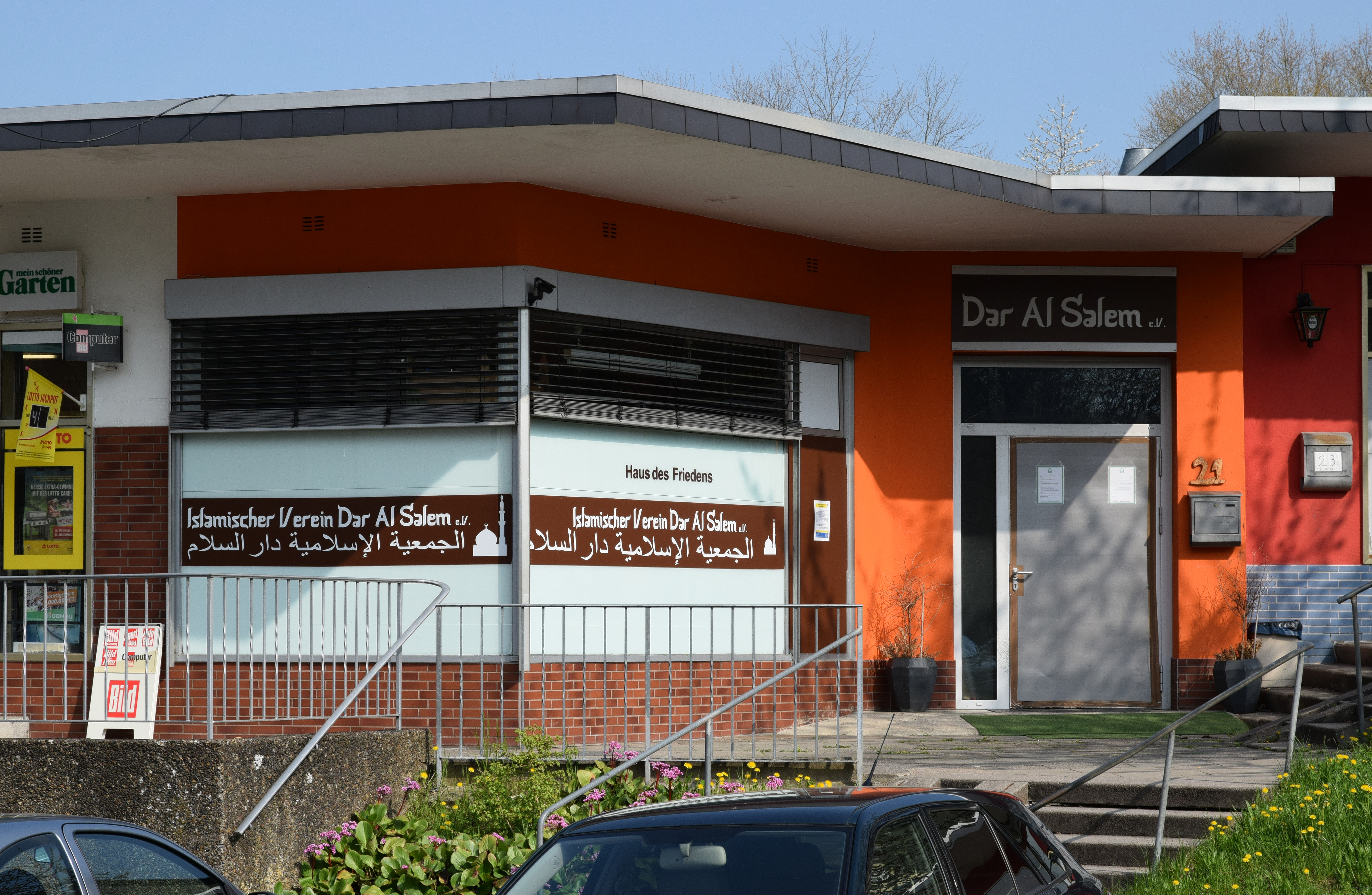
Islamischer Verein „Dar Al Salam“, April 2018
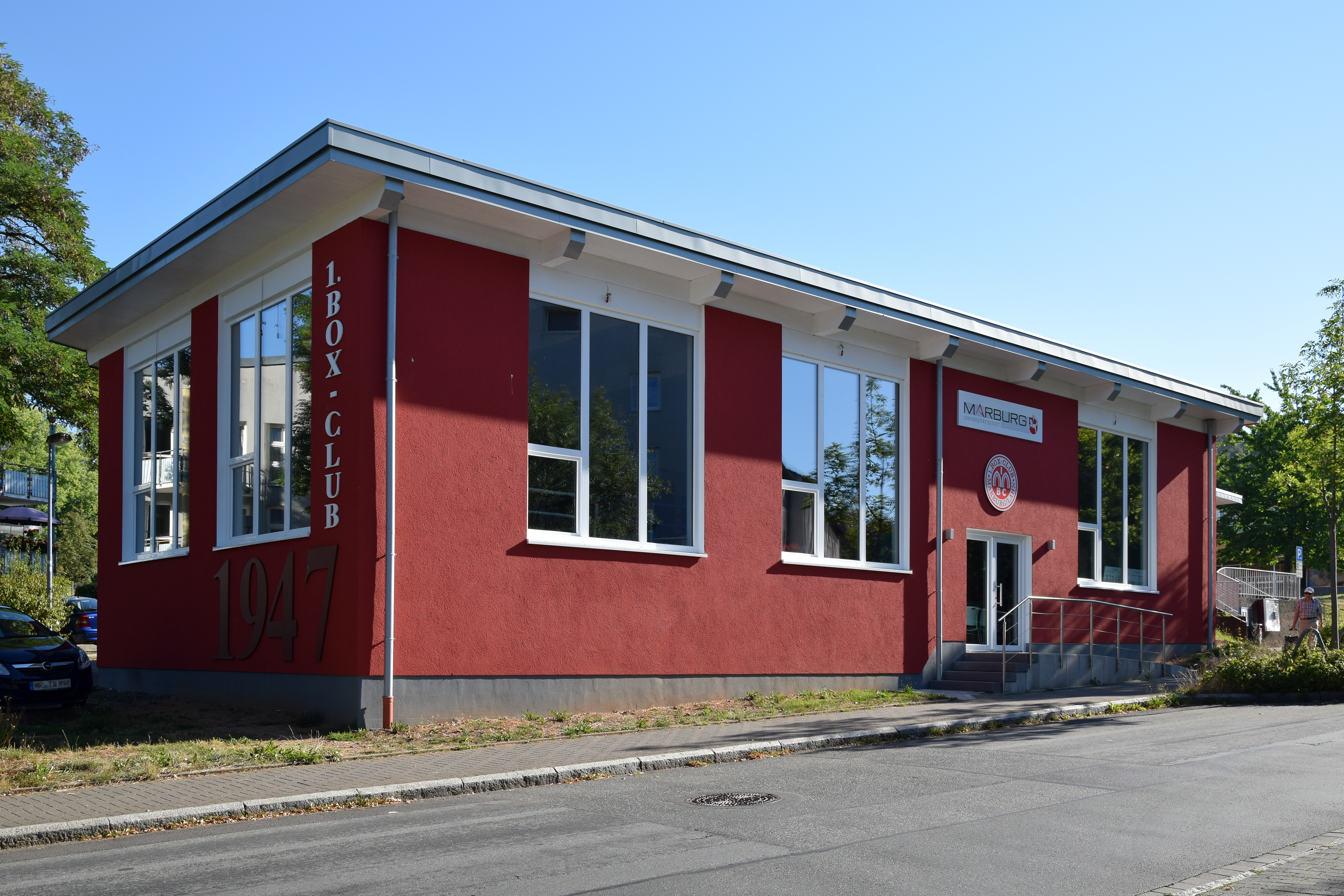
Gebäude des 1. Box-Clubs Marburg am Unteren Richtsberg, Aug. 2016
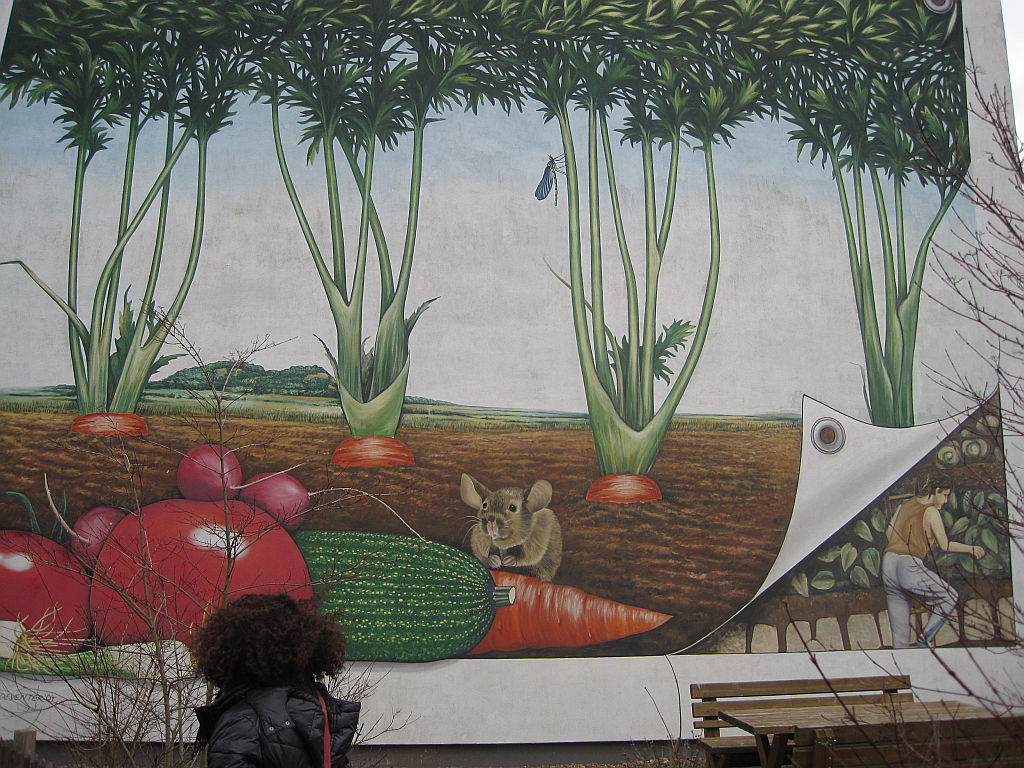
Wandmalerei „Mohrrüben“, Feb. 2011